# قائمة أنهار المغرب
هذه قائمة الأنهار في المغرب. وهي مرتبة من الشمال إلى الجنوب حسب الحوض المائي.

## المحيط الأطلسي
- وادي تهدرات
- وادي غريفة
- واد لوكوس
- سبو
  - وادي بهت
    - وادي ركل

  - ورغة
  - إناون
    - لبن

  - واد فاس
- أبو رقراق
  - كرو
    - كريفلة
- نفيفيخ
- الوادي المالح
- أم الربيع
  - وادي تساوت
    - وادي الأخضر (المغرب)

  - وادي العبيد
- نهر تانسيفت
  - واد نفيس
  - نهر أوريكا
- واد القصب
- تامري
- وادي سوس
- وادي ماسة
- واد نون
- وادي درعة
  - وادي دادس
  - وارزازات
  - نهر إميني

## البحر الأبيض المتوسط
- واد لاو
- وادي غيس
- نهر نكور
- وادي كرت
- وادي الذهب (مليلية)
- وادي ملوية
  - وادي زا
  - مسون
  - ملولو

## الصحراء الكبرى
- وادي غير
- نهر زيز
  - وادي غريس
    - وادي تُدغة